# Eric Robinson
Eric Robinson (1880 - ?) foi um jogador de polo aquático britânico, campeão olímpico.
Eric Robinson fez parte do elenco campeão olímpico de Paris 1900. Era membro do Osborne Swimming Club of Manchester